# 斎藤友佳理
斎藤 友佳理（さいとう ゆかり、1967年7月29日 - ）は、日本のバレリーナ、バレエ指導者、振付家である。1987年に東京バレエ団に入団し、2015年に芸術監督に就任した。
母は、アトリエ・ドゥ・バレエを主宰する木村公香。叔母（母の妹）は女優の木村有里、夫は元ボリショイ・バレエ団のプリンシパルダンサー、ニコライ・フョードロフ。20代で出産後、バレリーナに復帰。愛称は『ユカリューシャ』（ユカリのロシア語での愛称に因む）。フョードロフとの間に1男あり。

## 経歴

### 幼年期
神奈川県横浜市出身。2歳上に兄がいる。早産で生まれ、幼少時は小さくか細かった。歩き出したのは1歳4か月になってからで、言葉を話し始めたのも同じ頃のことで「かなりのんびりした赤ん坊」だったという。
幼児期に入ると、ひとりで空想の世界に遊ぶことが大好きな子供になっていた。あるときにはディズニーの物語、別のときにはシンデレラや白雪姫などのおとぎ話、さらには自分で作り上げた架空の物語など、それぞれの世界で自らを主人公として遊んでいた。その世界に深く入り込んでしまった際には、しばしば耳元で大声を出して呼ばれないと現実に戻れないことすらあった。
母の木村公香は元バレエダンサーで、小牧バレエ団で舞台に立った後に東京バレエ学校（東京バレエ団の前身）でバレエを学び、それから専任のバレエ教師となってロシア人指導者のアシスタントを務めていた。木村は結婚後に2人兄妹の母となったが、体調を崩したためにバレエから一時離れて育児と家事に専念していた。
斎藤が物心ついたときには、木村がバレエを中断してから数年たっていたものの、家の中にはバレエ関連の書籍やレコードなどがたくさんあった。その中で幼少時の彼女がとりわけ好んでいたのは『ボリショイ・バレエ』という題名の写真集だった。特にエカテリーナ・マクシーモワとウラジーミル・ワシーリエフに惹かれていた。それだけにニコライ・フョードロフとの結婚後に、彼から2人を紹介されたときには驚いたという。そして2人は斎藤の恩人となり、大切な存在となった。
最初にバレエを始めたのは、通っていた幼稚園の講堂で時間外に開かれていたバレエ教室であった。当初木村はバレエを習いたいという娘の願いをなかなか聞き入れなかった。木村の真意は、いい加減な気持ちではバレエを絶対にやり通すことはできないというもので、斎藤も成長後にそれを理解したという。それでも1年後に木村はバレエを習う許可を与えた。
しかし、斎藤がバレエを始めてすぐに木村は重大なことに気づいた。ロシアではバレエ教師の資格を得るためには、大学で5年間専門の教育を受けた上に国家試験に合格する必要があった
。対する日本では、バレエ教室を開くにも何の資格もいらず、「クラシック・バレエ」と銘打ちながらも実際にはジャズダンスやモダンダンス、果てはお遊戯と大差のないことをやっている教室すらあった。
そこで木村が出した答えは、自らがバレエ教室を開いて娘に正しいクラシック・バレエの基礎を教えるというものであった。1972年10月、木村は洋光台に「アトリエ・ドゥ・バレエ」を開いた。木村は東京バレエ学校でアレクセイ・ワルラーモフやスラミフィ・メッセレルの指導でワガノワ・メソッドを習得していたため、斎藤もこのメソッドを教わることになった。
斎藤が小学校3年生の頃には、木村の教室にも生徒が増えて50人ほどになっていた。この時期から親子であると同時に、師弟関係でもあるという点での難しさが表面化してきた
。その葛藤とともに友人関係の難しさや思春期にみられる心身の不安定さが加わり、精神的に辛い時期に入っていた。小学校5年生のときにそれまで住んでいた横浜市金沢区から港南区に転居した。新しい学校にはバレエを習っている子がほとんどおらず、中学校では部活動中心の友人関係ができていて溶け込むことが困難だった。
心を閉ざしがちになっていた斎藤の救いは家族の存在であった。夕食のときは父母、同居の伯母（父の姉）、兄、そして斎藤自身が揃い、家族会議の場となっていろいろと話し合うのが習慣となっていた。斎藤も幼いなりに自分の気持ちや立場をわかってもらいたいと思い、知っている限りの言葉でその日のできごとなどを一生懸命に伝えた。学校などで嫌なことがあっても家族に聞いてもらえることが彼女の心の支えとなり、そして自分の考えを相手にわかるように伝えるための訓練にもなった。
中学校3年生になると、「私にはバレエがあるから」と吹っ切れて、精神的に随分楽になったという。そして友人たちも彼女を受け入れてくれた。きっかけの1つになったのは、中学校2年生のときに学校が行った進路調査だった。将来の進路について斎藤は「バレエダンサー」と迷わずに書いたが、周囲の同級生たちはほとんどがはっきりとした考えを持っていなかった。彼女は夢を確かな目標に変えるために進み始めた。

### 2人のバレエ教師
斎藤は10歳にもならない幼少期に、2人のロシア人バレエ教師と出会っている。最初は幼稚園のときに出会ったアレクセイ・ワルラーモフだった。ワルラーモフは木村と旧知の間柄で、そのため彼女は幼い斎藤を連れて彼に会いに行った。ワルラーモフは日本語で「ユカリさん、バレエをやっていますか?」と質問し、木村は「いいえ」と答えた。その答えにもかかわらず、ワルラーモフは「アラベスクで立ってみてください」と言い、斎藤は幼稚園で見たバレエ教室や本で見ていただけに過ぎない自己流のアラベスクを披露した。その姿を見たワルラーモフは、木村に対して「どうしてあなたはバレエを教えないのですか?」と尋ねた。そのやり取りがあってから間もなく、木村はバレエを習う許可を与えている。
1978年3月末、斎藤はワルラーモフと再会した。振付のために日本に滞在していた彼が病床に伏したという話を聞き、斎藤と木村は見舞いに行った。ワルラーモフは斎藤を歓迎し、「あなたのためにモスクワで作ったトゥシューズです」と言って手渡した。渡された瞬間から、そのトゥシューズは彼女の宝物となった。用意してきた千羽鶴を手渡して木村がその意味について説明したところ、ワルラーモフは「ユカリさん、ありがとう。私は必ず治りますから、モスクワで会いましょうね」と感謝の言葉を述べた。しかし、ワルラーモフは帰国後間もない4月4日に死去している。
もう1人は、ナーム・アザ―リンである。出会いは斎藤が小学校3年生のときであった。アザーリンは多くの名ダンサーを育てた優秀な指導者で、日ソ芸術愛好協会の招きで日本を訪れていた。彼が日本でいくつかのバレエ教室を直接指導するという話を聞いて、木村は斎藤を参加させるように知り合いに依頼した。
ちょうど反抗期のさなかにいた斎藤は、アザーリンの指導を受けていくうちにあることに気づいた。それは、彼の注意が母である木村の言うことと同じだということだった。しかもレッスンの後半になってアザーリンは斎藤に向かって「あなたは正しいレッスンをしていますね」と称賛の言葉を伝えた。このとき斎藤は、母の指導と言葉が間違っていなかったことに気づき、尊敬の念が芽生えたという。
アザーリンの指導が終了したその日の夜、斎藤は悲しくてたまらなくなり、風呂場で1人大泣きしていた。気落ちした彼女を見かねた木村は、次にアザーリンが指導する教室に受け入れを打診して認められた。多くの人々の好意に支えられて、斎藤はアザーリンのレッスンを2か所で受講できた。この出会いは、やがて小学校5年生のときのロシアバレエツアー、そして高校生になってからのロシアバレエ留学への道を開くことになった。

### ロシアへ
1978年12月、斎藤は初めてロシアを訪問した。この訪問は、冬休みに母が12日間の「モスクワ・レニングラード・バレエ研修ツアー」に連れて行ってくれたものであった。20名ほどいた参加者はほとんどが大人で、小学生は彼女ただ1人であった。
到着の翌日、斎藤はモスクワ・クラシカル・バレエ団のスタジオでアザーリンのレッスンを受けた。スタジオの広大さ、天井の高さなどに彼女は驚き、レッスンでは広い空間のなかで「アリがもがいている」ように思えてもどかしかったという。このツアーの最中で、ボリショイ劇場でバレエを鑑賞する機会にも恵まれた。
このツアーに参加したことで、斎藤が漠然と抱いていたプロのバレエダンサーになりたいという夢は確固とした目標に変わった。彼女はロシアで本格的なロシア・バレエを学びたいと強く願っていた。ただし、ソビエト連邦時代のバレエ学校は、イタリア人以外の外国人の受け入れを拒んでいた。その制限が緩んだのは、ソビエト連邦が崩壊して自由主義の国になってからのことであった。
斎藤がロシアへの留学を実現したのは、高校1年生のときであった。1983年に彼女は神奈川県立清水ヶ丘高等学校に入学した。公立高校を選んだのは、父から「私立に進んでもいいが、留学はあきらめなさい。でも公立に行けば、将来留学をさせてあげられる」と申し渡されたからで、兄妹ともその言葉に従ったためであった。
斎藤は清水ヶ丘高等学校在学中にロシアと日本を何度も往復していたため、進級や卒業に必要な出席日数は満たせなかった。教職員の間でも、彼女の扱いについて意見が分かれた。彼女を救ったのは当時の校長で、「今の時代、何かひとつのことに打ち込むことがどれだけ大切なことか。私たち学校は、そういう生徒のことを応援し、援助しなければいけないと思う」と述べたという。
斎藤自身も学業とバレエの両立のためにできる限りの努力をした。徹夜は当然のことで、過労と睡眠不足で倒れたり、体育の単位不足を補うために校庭を何十周も走ったりした。さらに彼女を助けたのは、多くの友人たちであった。不在時のノートを取り、宿題を内緒で手伝うなどの助力をしてくれた友人たちの顔を、彼女は忘れることができないという。
高校に進学した年の5月、アトリエ・ドゥ・バレエの発表会が神奈川県立青少年ホールを会場として開催された。斎藤は『ラ・シルフィード』を踊り、その舞台を観た日ソ芸術愛好協会の斎藤米次郎がロシア・バレエツアーの話を持ち込み「もし本気でやるつもりがあるなら、ツアーのあと引き続きモスクワでバレエの勉強をしてみませんか」と勧めてくれた。
11月に斎藤は第1回目のロシア短期留学に出発した。その時期はビザの関係で滞在が2週間に限られていたため、彼女がロシアと日本を往復した回数は15回にのぼった。留学を繰り返すうちに、多くのロシア人ダンサーと打ち解け、親しくなっていった。その中には、アザーリンのクラスを受けていたヴラジーミル・マラーホフ、ガリーナ・ステパネンコ、イルギス・ガリムーリンも含まれている。

### ニコライ・フョードロフとの出会い
斎藤がのちに夫となるニコライ・フョードロフ（愛称コーリャ）と出会ったのは、1984年（17歳）のことであった。同年春に、彼女は日ソ芸術愛好協会主催による「日ソバレエの夕べ」秋公演への出演話を持ち込まれていた。この催しは、ソビエト連邦から一流のプロダンサーを招聘して日本の若手ダンサーとペアを組んで踊るもので、当時の日本のダンサーにとっては高いレベルのバレエを経験できる数少ない機会であった。
指導者たちが斎藤のために選んだ演目は、『ロメオとジュリエット』だった。当初のロメオ役は、リトアニア・ヴィリニュス国立劇場バレエ団のスキルマヌタスというプリンシパルダンサーに内定していた。
同年9月の末ごろに、斎藤は大阪で開催された国際バレエコンクールを観に行った。このコンクールには、ダンチェンコ劇場のプリマ・バレリーナで彼女の友人でもあるスヴェトラーナ・スミルノワが参加していた。スミルノワは会場で斎藤を見つけるなり「私のパートナーが、コーリャ・フョードロフに代わったのよ」と言った。その理由は、パートナーを務めるはずだったダンサーが「亡命の危険あり」と判断されて直前で出国停止になったということであった。
斎藤が宿泊先に戻ると、母からの電話が入った。その内容は、スキルマヌタスがロメオを踊ったことがないために降板し、代役がフョードロフになったようだ、というものだった。フョードロフが大阪に来ていることを話すと、母は「もしチャンスがあったら、今度一緒に踊ることになりましたからよろしく」くらいの挨拶をしておいたらどうかと勧めてくれた。
当時の斎藤にとって、ボリショイ・バレエ団のプリンシパル・ダンサーであるフョードロフはまさしく「雲の上の人」であった。小学5年生のときに母と連れ立って東京文化会館までボリショイの『白鳥の湖』を観に行った際、王子役の彼にサインを依頼した経験があった。彼女は大スターをすぐ近くで見たことに大感激しながらも「なんだか格好つけてる。冷たそうな人だな」と思っていた。
翌日、スミルノワから1本の電話が入った。「眠れる森の美女』の衣装が仕上がっていないので手伝ってほしいと頼まれた斎藤がスミルノワとともにホテルの部屋でチュチュにスパンコールを縫い付けていると、フョードロフ本人が部屋に入ってきた。
そのときのフョードロフは非常に不機嫌で「行くのか、行かないのか。お腹がすいて死にそうだ!」などと怒り、スミルノワが斎藤を紹介したときにも一瞥の末にぞんざいに頭を下げたのみだった。斎藤はとっさにロシア語で「ヴィ、ロメオ、ヤー、ジュリエット（あなたロメオ、私ジュリエット）」と言ってしまった。そのときフョードロフは、斎藤のことを「頭のおかしな女の子」と思ったという。その理由は、彼にはまだ秋に『ロメオとジュリエット』を踊ることも、相手役が日本人の斎藤であることも知らされていなかったためだった。
同年10月末、斎藤は『ロメオとジュリエット』のリハーサルでロシアに入国し、ダンチェンコ劇場のリハーサル室で待機していた。その場にフョードロフが現れ、斎藤の姿に気づくと「あー!」と声を上げた。初対面のときの誤解はこのときに解けた。その後斎藤はフョードロフとたびたび共演し、彼からバレエについて単に技術だけではなく、舞台前の心構えなどさまざまなことを学んでいった。アグリッピナ・ワガノワの一番弟子で名バレリーナとして知られるマリーナ・セミョーノワからたびたび指導を受ける機会に恵まれたのも、フョードロフの計らいであった。

### 恋のはじまり
木村とフョードロフは、ワルラーモフを通じて旧知の間柄だった。ただしフョードロフは木村と斎藤が母子であることなど知る由もなく、『ロメオとジュリエット』出演のために成田空港まで出迎えたときに「キミカさんではないですか!…ユカリはキミカさんの娘だったのか!?」と驚愕したほどであった。2人は舞台での共演を重ね、フョードロフが日本に来る際には斎藤の家を訪れるなどの家族を交えての親交を深めていった。
やがて木村は、フョードロフにワルラーモフの墓地探しを依頼した。ワルラーモフの葬られているバガンニコフスカヤ墓地は広大な敷地に無数の樹木が生い茂る場所で、墓の数がいくつあるのかさえ見当もつかない状況だった。この困難な依頼をフョードロフは引き受け、12月の雪が降り募る墓地の中で、ただ1人で探し始めた。墓地のおおよその位置（ただし相当な広範囲）が劇場関係者への聞き取りでわかったので、積雪に隠された墓碑銘を1つ1つ確かめた末に、ついにワルラーモフの墓地が判明した。
それからバガンニコフスカヤ墓地は、斎藤が何度も訪れる場所となった。ロシアに来るたびに彼女は必ずワルラーモフの墓を訪ね、彼に語りかけるのが常になっていた。斎藤は一時期、ひどい嫌がらせをされてボリショイ劇場の指導者やピアニストたちから誤解されたことが何度かあった。その日も故意に間違った集合時間を教えられたために、リハーサルに遅刻した。フョードロフは「ユカリ、いい加減にしなさい。どうして二度も三度も遅れるんだ」と注意したが、当時の斎藤にはロシア語で事情を説明することができなかった。
その日のリハーサルは中止となり、斎藤は劇場からタクシーに飛び乗ってバガンニコフスカヤ墓地に直行した。ワルラーモフの墓前で彼女は泣き続け、気づいたときにはすでに日が暮れていた。そこに来たのは、他ならぬフョードロフであった。彼は斎藤が何度も遅刻するのはおかしいと既に気づいていた。ホテルに電話をしても戻っておらず、それなら行き先はどこかと考えてこの墓地に違いないと思ったという。
突然の登場に驚愕する斎藤に、フョードロフは「こんな暗い墓地に女の子がひとりで来るなんて、どうなってもいいのか!」と怒り、彼女を連れ帰った。このできごとについて斎藤は「コーリャからの愛情らしきものを感じはじめたのは、このときだったのかもしれない」と回顧した。この時期から、フョードロフは彼女をロシア風に「ユカリューシャ」と親しみを込めた愛称で呼び始めた。

### フョードロフとの結婚
フョードロフからのプロポーズは、20歳になったばかりの斎藤にも、そして彼女の家族にとっても唐突であった。フョードロフの日本での舞台が終わって帰国する前日に、彼は「ユカリューシャの両親に会いたい。相談がある」と告げた。斎藤も彼女の両親も今後のスケジュールなどのバレエ関係の話だろうと思っていたが、彼の用件は「ユカリューシャとの結婚」であった。
斎藤自身はフョードロフから何も知らされておらず、ただ唖然とするだけだった。唐突に過ぎると思われた彼のプロポーズには、当時のロシア国内における芸術家たちが置かれている危機的な状況が背後にあった。バレエダンサーに限らず、オペラ歌手やピアニストなども国家の監視下に置かれ、他国への亡命を阻止されていた。フョードロフ自身は1度も亡命を考えたことなどなかったものの、話を持ちかけられたことは何度もあり、その中にはかなり強引な誘いもあった。ただし、彼には両親や兄妹、友人たちのいるロシアを捨てることなど考えも及ばないことであった。しかし、些細なことであっても「亡命の意思あり」と解釈される危険がつきまとっていた。明日はどうなるか不確定な身の上のフョードロフには、そのときが大きなチャンスであった。先延ばしにしていると実現が遠ざかるだけの、人生を左右しかねない重要な話を、持ち越すことなどできないためにこの話が出た。
当時フョードロフは37歳で、斎藤より17歳年上であった。彼には同じボリショイ劇場のダンサーとの結婚歴があったものの、国外での公演が多かったために一緒に過ごす時間はわずかであった。その理由は、貴重な外貨の稼ぎ手でもある彼らが亡命するのを防ぐためであり、夫婦が一緒だと亡命の確率が高くなるためであった。一方が国外で公演するときには、もう一方は「人質」として国内にとどめ置かれていた。この状況が続いたためにすれ違いが多くなり、離婚せざるを得なかった。
斉藤家は、突然持ち込まれた結婚話で動揺した。斎藤自身にはまだ結婚は早すぎると思っていたものの、フョードロフ以外の男性と結婚することは考えられなかった。伯母と母は反対、父と兄は賛成と意見が分かれた。伯母は「友佳理と縁を切る」と口走り、母は「北方領土を返してくれなければ、娘は嫁にやれない」とまで言いつのってフョードロフを困惑させている。
このとき、斎藤を救ったのは父の一言であった。「この先、コーリャのような男性に出会うのは、なかなか難しいことだな。一生ないかもしれないな…」と父は言い、斎藤は意外に思ったものの心強く感じたという。父はさらに、フョードロフを試験的に斎藤家に同居させることを提案して実行に移した。ただし当時は面倒な手続きが必要で、外務省や大使館などの数回にわたる折衝が必要であった。
この同居を2回実行したところ、伯母と母がフョードロフと仲良くなって反対から賛成に回った。1990年2月27日、2人は明治神宮で挙式した。明治神宮は「ジーンズ以外だったら何を着てもいい」と言ってくれたため、新婦の斎藤は白無垢姿、新郎のフョードロフはロシア風の流儀で自分のワードローブの中から一番それらしい白の上着に黒ズボンといういで立ちだった。フョードロフは斎藤との結婚を機に現役引退を決意して、バレエ公演のプロデュースや指導者としての仕事に方向転換した。

### 新婚生活
斎藤とフョードロフは数か月ごとに日本とロシアを行き来しながらの新婚生活を始めた。モスクワでの住まいは、フョードロフがもともと住んでいたゴーリキー通りのアパートであった。ただしロシアでの結婚披露宴のとき、このアパートにはフョードロフの前妻がまだ居住していた。これは前妻の意地悪や嫌がらせなどではなく、当時の情勢では不動産の売買が自由にできなかったためであった。それで前妻は離婚しても住まいが決まらず、自らの権利が残っているアパートに住み続けるしかなかった。
2人の結婚披露宴の日取りは、前妻がボリショイ劇場の国外公演で2週間ほど家を空けるときを見はらって決められた。前妻の住む部屋は突っ張り棒と洋服をかけたたくさんのハンガーでカムフラージュされ、一見すると何もないように隠された。2人がこのような対策を取ったのは、この特異に過ぎる状況を時間をかけて説明しても、斎藤の家族に理解させるのは困難であろうと考えたためであった。
披露宴が行われた当日、日本から来た家族には新居に泊まってもらおうと2人は考えていた。しかし、ボリショイ劇場から国外公演が急遽中止になったため、前妻が翌日の朝、ロンドンから帰ってくるという連絡が入った。この知らせに2人は大慌てで、家族にはそれらしい理由をつけてフョードロフの両親が住むアパートに泊まってもらうことにした。そして2人は、その夜をフョードロフの親友の家で過ごすことになった。
やがて物の売買が自由になり始め、モスクワの住宅事情も徐々に改善されていった。半年後にフョードロフは知り合いからアパートを購入し、前妻に権利を渡している。一連のできごとについて、斎藤がフョードロフを疑うようなことは1度もなかった。のちに彼女は「私は、このとんでもない状況に、彼をどれくらい信じられるかを試されたのかもしれない」と述懐している。
結婚後の1994年4月15日、斎藤はロシア正教の洗礼を受けた。洗礼の母はエカテリーナ・マクシーモワ、洗礼の父は心理学者のウラジーミル・ザジーキンが引き受けた。洗礼名は「ユリア」（イタリア語では「ジュリエット」）、ユリアの洗礼名の日は、奇しくも彼女の誕生日と同じ「7月29日」であった。

### 東京バレエ団入団
斎藤には、ロシアのバレエ学校に入ってバレエの基礎を改めて学びなおしたいという夢があった。18歳のとき、その夢がかなうかもしれないチャンスが訪れた。フョードロフはこのときも彼女の力となり、文化省や大使館との交渉を引き受けてくれた。彼女も「コーリャだったらなんとかできるかもしれない」と望みをつないでいた。
斎藤はモスクワ舞踊アカデミーの校長、ソフィア・ゴロフキナとの面接を受けることはできたものの、その返事はなかなか来なかった。いつ来るのかわからない返事を待ちながら、彼女は日本でレッスンを続けるしかなかった。時間を無為に過ごすことを嫌った彼女は、ロシア語を学ぶために小田急線の経堂にある日ソ学院に通い始めた。片道2時間をかけて午前はロシア語を学び、午後はバレエのレッスンを続けた。
ただ待ち続ける日々に飽きた斎藤は、留学ができなかった場合に備えて別の道を考え始めた。彼女は文化庁国内研修生への応募を決めた。この制度は芸術や文化を志す若者を1年間国費で研修を受けさせるもので、バレエ部門の場合は日本国内のバレエ団で学ぶことが可能であった。
研修生の審査は、書類選考と面接であった。当時の斎藤が受けていた賞は、1984年に『ラ・シルフィード』で獲得した日本バレエ協会の新人賞のみだった。彼女は「まず通らないだろう」と思っていたが、意外なことに研修生の決定通知が届いた。
この決定通知は、斎藤の立場に変化をもたらした。不確定なロシア留学の夢に賭けるか、あるいは確実に国内研修生の道を選ぶか、研修開始までに決意を固めなければならなかった。彼女はロシア行きを思い立ち、旅行代理店のモスクワ行きツアーを利用してフョードロフの元を訪れた。
突然の訪問にフョードロフは驚いたというが、事情を汲んで時間が許す限り大使館や文化省を2人で回り、たくさんの人に会って交渉を試みた。しかし、はっきりとした拒絶の返事はなかったものの、進展がない様子に彼女は留学を断念して日本に戻らざるを得なかった。
1987年4月、斎藤は東京バレエ団に文化庁国内研修生として入団した。当初はロシアへの長期留学の夢をあきらめていなかった斎藤も、東京バレエ団に愛着をもつようになって、1988年4月に正式な団員となった。同年の同バレエ団ヨーロッパ公演で、モーリス・ベジャール振付の『ザ・カブキ』顔世役に抜擢された。

### 当たり役『ラ・シルフィード』
1989年3月、『ラ・シルフィード』（ピエール・ラコット版）の全幕を踊り、東京での主役デビューを果たした。『ラ・シルフィード』は彼女がダンサーとしての節目で踊ってきた大切な作品だったが、以前はオーギュスト・ブルノンヴィル版のパ・ド・ドゥのみだったため、全幕を通したのはこれが初の経験となった。
斎藤自身は、今まで踊り演じた役の中でもっとも無理なく踊れる役としてシルフィードを挙げている。役作りを特に考えなくとも、その曲が聞こえてくると容易にシルフに変じて体が自然に動き出すという。さらに、彼女は『ラ・シルフィード』と『ジゼル』2幕を踊っている最中に不思議な体験をした。それは、「まるで何者かが自分の身体に乗り移ったような感覚」であった。
彼女によれば「あ、来る来る…」というような前触れがあって鼻先がツーンとなり、自分の中の熱いエネルギーかパワーが両耳を通って頭頂部から抜けていき、身体が軽くなる。気づいたときには、自分がもう1人いて、踊っている自らの姿を見下ろしていた。
この感覚について、斎藤には思い当たることがあった。叔母である木村有里の舞台仲間のうちに、未来や前世を見ることのできる能力を持つ女性がいた。斎藤が「再起不能」とまでいわれた大けがに見舞われた際、心配した叔母は「私の姪の足は治るだろうか」と尋ねた。その女性の答えは「大丈夫、絶対に治る。…それから、この人の前世はケルト人だわ」というものであった。
叔母からこの話を聞いたとき、斎藤は今まで不思議だったことの辻褄が合い、納得した。今までの体験は、大昔のケルトの女性が「妖精族」となってほんの一瞬だけ彼女の身体を借りた合図だったのかもしれないと考えたという、

### 手をすり抜けた『オネーギン』
1989年の東京バレエ団創立25周年公演で、ジョン・ノイマイヤーは『月に寄せる七つの俳句』を振り付けた。このときノイマイヤーは斎藤の存在に目を留め、最後に予定されていた男性同士のパ・ド・ドゥを、彼女を交えてのパ・ド・トロワに変更した。『月に寄せる七つの俳句』は好評で迎えられ、この舞台を鑑賞したモーリス・ベジャールは「ユカリには『オネーギン』のタチヤーナを踊らせたい」と発言した。これを受けて東京バレエ団総監督の佐々木忠次は、翌年の世界バレエフェスティバルで彼女にタチヤーナを踊らせようと計画した。
初演時からこの作品を踊り続けているマルシア・ハイデとリチャード・クラガンに指導を依頼し、斎藤のタチヤーナとクラガンのオネーギンという配役で準備が進んでいった。斎藤はロシア語の家庭教師からの助力を受けてプーシキンの原作をロシア語で読み込むなど、自らもこの作品にのめりこんでいた。
ハイデは斎藤に丁寧な指導を与え、ゲネプロ当日は自分が使っていたつけ毛やピンを貸してタチヤーナの独特の髪型を結い上げ、衣装も貸してくれた。しかし、本番前日になって著作権者からの異議が入った。それは『オネーギン』全幕を踊ったことのないダンサーには、一部だけを踊ることは許可できないというものだった。
一縷の望みをかけて、佐々木とハイデはぎりぎりまで交渉を続けた。斎藤もタチヤーナの衣装を着てメイクと髪型を準備し、すぐにでも踊れるようにトゥシューズを履いてウォーミングアップを続けていた。彼女は舞台袖で待ち続けたものの、著作権者の意向は変わることがなかった。
斎藤は結い上げた髪型を崩し、ハイデに借りていたつけ毛やピンなどを返却しに行った。ハイデはそれを受け取らず、「ユカリは将来、必ずタチヤーナを踊ることになる。これはユカリにあげるから、そのときに使いなさい」と諭した。それから斎藤の目標に『オネーギン』を踊ることが加わった。それは同時に、東京バレエ団の仲間と語り合い分かち合う夢でもあった。

### 喜びと苦しみと
1992年10月、東京バレエ団第13次海外公演（ロシア・ウクライナ）に参加した斎藤は、ボリショイ劇場、マリインスキー劇場などで『ラ・シルフィード』などを踊り、『日本のマリー・タリオーニ』との賛辞を受けた。彼女は後に、この時期を「ひとつの頂点だったかもしれない」と評している。
斎藤は日本とロシアで二重生活を送り、1994年9月21日、彼女が27歳のときに男児を出産した。1年以上舞台から遠ざかっていた彼女が次の舞台に立てるようになるまでには、半年近くを要している。斎藤は母の役割とバレエを両立させ、子育ての苦労と楽しみを同時に味わいながら日々を送っていた。そして、1996年12月17日、彼女にとっての最大の試練が訪れた。
斎藤には、舞台本番の2週間ほど前から人一倍神経過敏になる傾向があった。息子の誕生によってバレエ一色だった彼女の生活に変化が加わり、それがよい気分転換となっていたが、彼女は公演のためにフョードロフと息子をモスクワに残してただ1人で日本に戻っていた。舞台が本番を迎える前夜、彼女は一睡もできず、神経は高ぶったままであった。
その日の演目は『くるみ割り人形』で、斎藤は主役のクララを踊ることになっていた。会場となった五反田ゆうぽうとの舞台は、東京文化会館などに比べて奥行きがなく狭かった。しかも彼女の見たところでは、『雪のワルツ』の場面で使われる紙吹雪の量が妙に多かった。舞台の袖でも同僚のダンサーたちが「今日の雪、多くない?」などと話していたことも彼女は確かに聞いていた。
1幕後半の『雪のワルツ』の見せ場で、斎藤は雪に足をとられ「あっ」と思ったとたんに「パチン」と音がした。左足で着地こそしたものの、膝から崩れ落ちかけた。彼女の異変に気づいたパートナーの高岸直樹に支えられながら、舞台袖に退場してそのまま倒れこんだ。
斎藤は救急車で広尾病院に搬送された。精密検査の結果、左ひざじん帯の断裂と半月板損傷と診断された。彼女の負傷の知らせを受けたフョードロフは、ロシアでのバレエダンサーの膝の怪我や手術について情報を集めに動いた。「ロシアで治すことを考えてみないか」という彼の勧めに即答はできなかったが、決意を固めさせたのはエカテリーナ・マクシーモワの言葉であった。マクシーモワは電話で「あなたがまた踊れるようになる方法を、私と一緒にみつけましょう」と勧め、斎藤もそれを受け入れてロシアに向かった。
マクシーモワはすべての予定をキャンセルして、斎藤の病院回りに付き合った。10か所以上の病院を回った末に、最初の医師に任せることになった。ただし、国立病院は原則としてロシア人専用で、外国人は入院できなかった。病院の医師は一芝居打つことを考案し、斎藤とフョードロフも同意した。その筋書きは、気心の知れた信頼のおける医療スタッフが揃う日を待ち、当日斎藤が病院の前を歩いていて転倒し、膝を負傷したことにする。そしてフョードロフは大慌てで彼女を病院に担ぎ込んで入院にこぎつけるというものであった。この「一芝居」は成功し、彼女は入院治療を無事に受けることになった。
手術が済んで斎藤が麻酔から覚めたとき、目に入ったのはピンク色のバラ7本だった。ちょうどこの日は、斎藤とフョードロフの7回目の結婚記念日にあたっていた。斎藤はフョードロフへのお返しとして、日本への永住ビザが下りたことを知らせる通知のある棚の場所を教えている。
手術は成功したが、斎藤を待ち受けていたのは厳しいリハビリの日々であった。3週間ほどで退院し、彼女はスネギリ（モスクワ中心部から約43キロメートル離れた郊外）にある別荘でしばらく過ごした。不自由な足でまだ2歳半の息子の世話ができるのか不安だったものの、幼い息子は彼女を気遣い、杖を頼りに歩こうとすると「ママ、何?僕が持ってきてあげる」と助け、腰が重いと「ママ。一緒にリハビリしよう」と誘ってくれた。
斎藤は心の中で、東京バレエ団の仲間と造り上げる復帰の舞台を思い描いていた。演目、会場、そして客席には両親とフョードロフがいる…ありありとその場面を思い描き強くイメージし続けることで、自分の夢を実現可能にすることを、彼女はそれまでの人生で体得していた。

### 復帰への道のり
斎藤はスネギリの別荘で過ごし、病院で指導されたリハビリを日々こなしていた。東京バレエ団が彼女が踊るはずだった『ジゼル』のリハーサルに入ったという連絡を受け、彼女は冷静ではいられなくなった。結局その晩は一睡もできないままで過ごした。
斎藤がある程度動けるようになると、マクシーモワがボリショイ劇場でのレッスンを勧めてくれた。マクシーモワの紹介で指導を受けることになったサモフヴァーロワという指導者は、ダンサーの故障について豊富な知識を有していた。クラスは少人数で、サモフヴァーロワの丁寧な指導を受けていくうちに彼女の身体は「バレエ」の記憶を着実に蘇らせていった。
その年の11月終わりころ、マクシーモワは「ユカリに今必要なことは、作品を踊ることね」と言って『アニュータ』という作品を踊るように勧めた。チェーホフ原作によるこのバレエは、マクシーモワの夫であるウラジーミル・ワシーリエフが振り付けて好評を博したものであった。マクシーモワ自身の指導によって、『アニュータ』のリハーサルが始まった。斎藤はいつか舞台で『アニュータ』を踊りたいと夢見るようになった。このリハーサルには、ボリショイ劇場の若いプリマ・バレリーナ、スヴェトラーナ・ルンキナが一緒だった。斎藤とルンキナは珍しいほどに気が合ったが、偶然にも誕生日が同じということが判明して彼女を驚かせている。
1998年3月21日にガリーナ・ウラノワが死去した。マクシーモワはウラノワの一番弟子で、当日のリハーサルは中止かと思われたが予定通り実施された。マクシーモワはリハーサル室に現れたものの、明らかに気落ちしていた。マクシーモワは「ユカリ、『ジゼル』をやってみて。二幕の出のところ」と言った。ピアニストは『アニュータ』の楽譜を閉じて『ジゼル』のメロディーを奏で始めた。曲を聴いているうちに、斎藤の身体の中で眠り続けていた「妖精族」が目覚めた。グランジャンプが怖くて跳べない斎藤に気づいて、マクシーモワは「私がついているから、だいじょうぶ。怖がらずに飛んで!」と励まし、彼女は思い切って踏み切ってみたところ跳ぶことができた。その日から、2人のリハーサルには『ジゼル』が加わった。
数日後、佐々木から電話が入った。その内容は、復帰の誘いであった。同年6月21日に予定されていた『ベジャールのくるみ割り人形』が延期になったため、『斎藤友佳理復帰公演』と銘打って『ジゼル』を上演したい、という申し出に斎藤は迷い、一度は返事を保留した。
彼女の迷いを振り払ったのは、フョードロフであった。彼は「今がチャンスだ。お前はぜったいやれる」と力づけ、斎藤はそれに応えて準備を全力で開始した。
1998年6月21日、神奈川県民ホールで『ジゼル』が上演された。会場は彼女の復帰を温かく迎え、上演中は客席のあちこちからすすり泣く声が聞こえるほどであった。この公演は大きな成功を収めることになった。
同年12月、彼女の願いが1つかなった。『アニュータ』はリハビリの一環として取り組んだ作品だったものの、彼女の思いは通じ、1998年12月にチェリャービンスクの劇場で踊ることが決まった。マクシーモワは記者会見で「なぜ『アニュータ』を日本人に?」という質問に対して「私にはこの作品を絶やさない責任があります。だから私の『アニュータ』をユカリに伝えました」と答えた。
斎藤の踊る『アニュータ』は好評で迎えられた。終演後のカーテンコールで、マクシーモワの目を見たときに彼女は「アニュータの魂を、少しでも観客に伝えることができたかもしれない」と思ったという。

### 恐怖からの解放
1999年5月、斎藤は再手術を受けた。それはじん帯を固定していたボルト除去の手術で、一般人ならそのままでも支障はないが、バレエダンサーには不要なものであった。そのボルトは体内で異物と判断されて、膝の皮膚を突き破らんばかりに飛び出し始めていた。
医師の判断によって、再手術は麻酔なしで行われた。斎藤は激痛に苦しんだものの、指示通りに2時間おきのアイシングを励行したところ、翌日にはほぼ普通どおりに歩くことが可能となった。
再手術から数か月後に、佐々木が同年9月の『ジゼル』公演の話を持ち込んできた。ゲストで主演予定だったアレッサンドラ・フェリが急病のため降板が決まり、代役としての出演依頼であった。相手役はマラーホフで、斎藤は少しでもバレエ団への恩返しになればと思ってこの話を受諾した。
『ジゼル』のリハーサルでは、お互いが思い描く『ジゼル』像の相違からマラーホフと激しい衝突があった。ロシア語での応酬は喧嘩と取られかねないほどのものであったが、そのやり取りを通じてお互いがジゼルとアルブレヒトに抱くイメージを理解し、受け入れあうことができた。
フェリは急遽日本に来て、舞台降板の挨拶を行った。幕が開くと、客席の雰囲気は斎藤がぞっとするほどに冷ややかであった。それでも彼女は、「私は私のジゼルを踊るだけ」と決意して舞台に挑んだ。やがて客席の冷ややかさは暖かく変わり始め、最後にはすっかり熱を帯びていた。終演後に首藤康之が「今日はすごかった。観客が変わっていくのが肌で感じられたよ」と評したことが、斎藤の心に残った。
その後『白鳥の湖』、『ドン・キホーテ』や『スプリング・アンド・フォール』などを踊り、いよいよ『くるみ割り人形』を再び踊る日が訪れた。今回も本番前の緊張に、彼女は1人で対処せねばならなかった。学業のために、フョードロフと息子は舞台の当日に日本に来ることになっていた。前回と違って今回の斎藤は、イメージを味方につけることが可能になっていた。怪我のことが心に浮かぶと「ダメ!消えろ!」と即座に追い払い、舞台が成功する様子をありありと思い描くことができていた。
2001年12月24日、神奈川県民ホールの舞台上にはかつてないほどの冷静な状態の斎藤がいた。因縁の『雪のワルツ』の場面でも怪我については頭に浮かばず、最後まで落ち着きを保ったままで舞台を終えた。
舞台を無事に終えて数日間、解放感と満足感の中で、斎藤は怪我への恐怖心を克服できたことに気づいた。あの転倒から5年かかって、彼女は身体も心も怪我を本当に克服できたことを実感している。

### バレリーナ生活の集大成
斎藤はダンサー生活の終焉を見据えて、2004年からバレエ教師の資格取得のためモスクワ舞踊学校大学院へ通った。このとき、入学推薦状をエカテリーナ・マクシーモワが書いてくれた。卒業年度にさしかかった2008年の秋、彼女はシュツットガルト・バレエ団東京公演『オネーギン』を鑑賞した。彼女はこの作品のすべての場面を目に焼きつけ、「叶わない夢ならもう見ないと決めました。『オネーギン』様、今までありがとう」と心の中で別れを告げている。
既に触れたとおり、1991年、当時23歳の斎藤は本番直前まで待ち続けた末に結局タチヤーナを踊れなかったという経験があった。その後もタチヤーナを踊る話は何度か持ち上がったものの、いずれも実現には至らずに終わっていた。
「見納め」から3か月を経過した2009年2月、斎藤は東京バレエ団が『オネーギン』の上演に動いているという話を聞いた。その話を彼女にした東京バレエ団事務局長の高橋典夫は、キャスティングはリード・アンダーソン（当時のシュツットガルト・バレエ団芸術監督）によるトライアウトで決まると言い「それでも挑戦する勇気、ある?」と聞いてきた。実は高橋自身が斎藤のタチヤーナ役へのこだわりをよく知っていて、自分のバレエ団公演なのにタチヤーナ役を逃したらどれだけ傷つくことか、と思って彼女の覚悟を確かめたのだった。斎藤は決意を込めて「やる」と答えた。
答えた後で、斎藤には別の迷いが生まれていた。2009年の彼女のスケジュールでは、4月に『月に寄せる七つの俳句』が決まっているだけで、9月と10月のナタリア・マカロワ版『ラ・バヤデール』（ロシアでは『バヤデルカ』と呼ばれている）東京バレエ団初演では主役のニキヤを踊る意思があるか確認されていながらも返事を先延ばしにしていた。
斎藤はマクシーモワに相談を持ち掛けた。マクシーモワは斎藤とタチヤーナ役に関わる経緯を知っているだけではなく、自分自身も熱望していたタチヤーナ役を54歳でようやく踊ることができた経験の持ち主でもあった。斎藤の相談に対してマクシーモワは「もしあなたが『バヤデルカ』を踊らなかったら、あなたは『オネーギン』のオーディションでタチヤーナ役に選ばれない」と答えた。
マクシーモワの答えは、斎藤にとって得心のいくものであった。古典バレエの作品を秋にしっかりと踊っておくことは、12月に予定されているトライアウトにも有益なはずであった。マクシーモワは「逃げちゃ、だめ」とたたみかけ「ニキヤを踊るためじゃなくて、タチヤーナを踊るためにニキヤに挑戦しなさい」と力づけた。
『バヤデルカ』の配役については決まらないままで『月に寄せる七つの俳句』は本番の舞台を終えた。ゴールデンウィークが近づいた4月27日、マクシーモワから国際電話がかかってきた。マクシーモワは明らかに苛立った声で「『バヤデルカ』は踊るの?踊らないの?」と問いかけ、斎藤は「怖くて、自分から聞けないの」と答えた。マクシーモワは「ちゃんと確かめて、明日電話をちょうだい。私、気になってしょうがないのよ」と言い、斎藤は明日の電話を約した。
翌日、バレエ団の制作部の人を呼び止めて話を聞くと「踊ることになると思う」という返事があった。帰宅後すぐにマクシーモワに連絡しようと考えて、斎藤は車を走らせた。あと数十メートルほどで自宅に着くという時分に、カーナビに接続していた携帯電話に着信があった。その着信は父からの電話で、内容はマクシーモワの急死を告げるものであった。
マクシーモワの葬儀に辛うじて間に合った斎藤に、ワシリーエフは次に会えるのがいつになるかわからないとして「ユカリはカーチャの”娘”だから、使ってくれたらうれしい」と形見分けにネックレスとイヤリングを手渡した。それは彼女が今まで見たことのない豪華なもので、大きなエメラルドの周囲をやはり大きなダイヤモンドが取り囲んでいるものだった。これをもらってしまうわけにはいかないと斎藤は思ったものの、フョードロフの暗黙の制止に気づき、とりあえず受け取ってから帰宅した。
斎藤はフョードロフに内緒でワシリーエフに電話をかけ、「気持ちは痛いほどうれしい。でも、『娘』としてのわがままを一つだけ許して下さい」と依頼した。ワシリーエフは彼女の思いを汲んで、形見を返すことを承諾し、その代わりにマクシーモワが生前愛用していたアンティークダイヤが2個組み合わさった小さいイヤリングを贈った。マクシーモワの一番のお気に入りだったというイヤリングは、斎藤もよく舞台上で目にしていた。このイヤリングも、斎藤の大切な宝物になった。
マクシーモワ没後の2009年6月、斎藤はモスクワ舞踊学校大学院を首席で卒業し、バレエ教師とバレエマスターの資格を取得した。その後の『バヤデルカ』公演を終えると、彼女の見据えるものは『オネーギン』のトライアウトだけになった。
万全の準備のもとにトライアウトに挑んだ斎藤であったが、実際にはごくあっさりと進行した。初日のアンダーソンは2クラス延べ約100人分のバーレッスンとセンターレッスンを約1時間半見てから、レッスンの終了後に5組のオネーギン役とタチヤーナ役を選んでいた。斎藤も5人の中の1人に入り、仮のペアとして木村和夫と組むことが決まった。2日目は前日に選んだ5組のペアが第3幕のアダージョを途中まで踊ったところでトライアウトは終了した。アンダーソンは「少し考えさせてくれ」という言葉を残して帰国し、タチヤーナを踊れるかどうかの答えを得られないままで斎藤はロシアに戻った。
2010年1月7日、ロシア正教のクリスマスにあたるこの日に、斎藤と木村のペアが『オネーギン』にキャスティングされたことを知らせるメールが東京バレエ団から届いた。3月には振付指導者を迎えてのリハーサルが始まり、一度はあきらめかけていた彼女の夢が実現した。同年5月15日の東京公演と5月23日の神奈川公演で彼女はタチヤーナを踊った。舞台上では、タチヤーナを踊り演じるのではなくタチヤーナを「生きている」斎藤が存在していた。彼女自身もかつてない達成感と解放感、そして満足感に包まれていた。観客も彼女の舞台にスタンディング・オベーションを送って称え、ブラヴォーの声と拍手はなかなか止むことがなかった。
タチヤーナは、斎藤の代表的な役柄の1つとなった。夢がかなったそのとき、彼女にとってマクシーモワの不在は想像以上に大きいものであった。それでも彼女はマクシーモワの死が苦しみのない旅立ちであったことを「あなたは一人で大丈夫。自信を持って自分の思いどおりに生きていきなさい」という応援のメッセージと受け取った。『オネーギン』を踊り終えたときに、彼女はバレエ芸術の奥深さにあらためて気づかされ、その真髄へ続いていく道を進んでいく決意を固めていた。
2015年8月1日に、斎藤は飯田宗孝の後任として東京バレエ団の芸術監督に就任した。2019年12月、新演出の『くるみ割り人形』の振付と演出を手掛けた。三浦雅士は「ダンスマガジン」誌上の彼女との対談で「ぼくがこれまで観た『くるみ割り人形』の中で、もっとも音楽的で、もっともチャイコフスキーを生かしたバレエになっている」と称賛している。

## レパートリー
斎藤のこなすレパートリーは幅広く、古典作品の他にジョージ・バランシン、モーリス・ベジャール、ジョン・ノイマイヤーのような現代の振付家作品も踊っている。とりわけ評価の高いのは、『ジゼル』やピエール・ラコット版『ラ・シルフィード』、『ドナウの娘』のようなロマンティック・バレエに分類される作品である。
彼女は非現実的なはかなさや浮遊感の表現に長けている。その表現力をもって、リアリズムの対極にあるロマンティック・バレエに登場する妖精を舞台上に描き出し、ロシアの公演では「日本のマリー・タリオーニ」との賛辞を受けた。
現代の作品にも多くのレパートリーを持ち、モーリス・ベジャール、イリ・キリアン、ジョン・ノイマイヤーなどの作品を踊っている。中でもノイマイヤーからの評価と信頼は高く、彼からの指名を受けて『月に寄せる七つの俳句』、『時節の色』などの初演者となった。さらにノイマイヤーは斎藤の力量を見込んで、自らのカンパニー以外のダンサーにはめったに許可を与えない『椿姫』第3幕のパ・ド・ドゥ上演を認めている。

## 著書
斎藤は2002年に自著『ユカリューシャ 奇跡の復活を果たしたバレリーナ』を世界文化社から出版した。この本の大まかな構成は、1996年12月の舞台『くるみ割り人形』で重傷を負った時期の話に始まり、最後は2001年12月24日に再び『くるみ割り人形』を踊る場面、そして未来への展望と最終的な夢を語る場面で終わる。
あとがきで斎藤が記述したところによれば、その10年ほど前にも本を出さないかという話が持ち込まれたという。この話は諸般の事情で実現には至らなかった。彼女は「もしそのときに書いていたら、内容も厚さも、この本には遠く及ばないものだったに違いありません。（中略）私はそれらの経験を経て、たくさんの伝えたいことと、それを書くエネルギーを与えられたのです」と語っている。
『ユカリューシャ 奇跡の復活を果たしたバレリーナ』は、2010年に『ユカリューシャ 不屈の魂で夢をかなえたバレリーナ』と改題した上で文春文庫から発売された。文庫版には特別編として「オネーギン」が収録された。この特別編には、彼女が切望していたバレエ『オネーギン』のタチヤーナ役を踊るまでの日々とそこに至るまでのさまざまな葛藤、そしてたどり着いた充足感などが描き出されている。

## 受賞歴
- 1984年：日本バレエ協会新人賞[31]
- 2005年：芸術選奨文部科学大臣賞（舞踊部門）[60][61]
- 2011年：横浜文化賞[62]
- 2011年：服部智恵子賞[56]
- 2012年：紫綬褒章[63][64]

## 出演

### DVD
- 『ユカリューシャ』（2005年の同名公演を収録）[53][61]